# 발키리 (마블 코믹스)

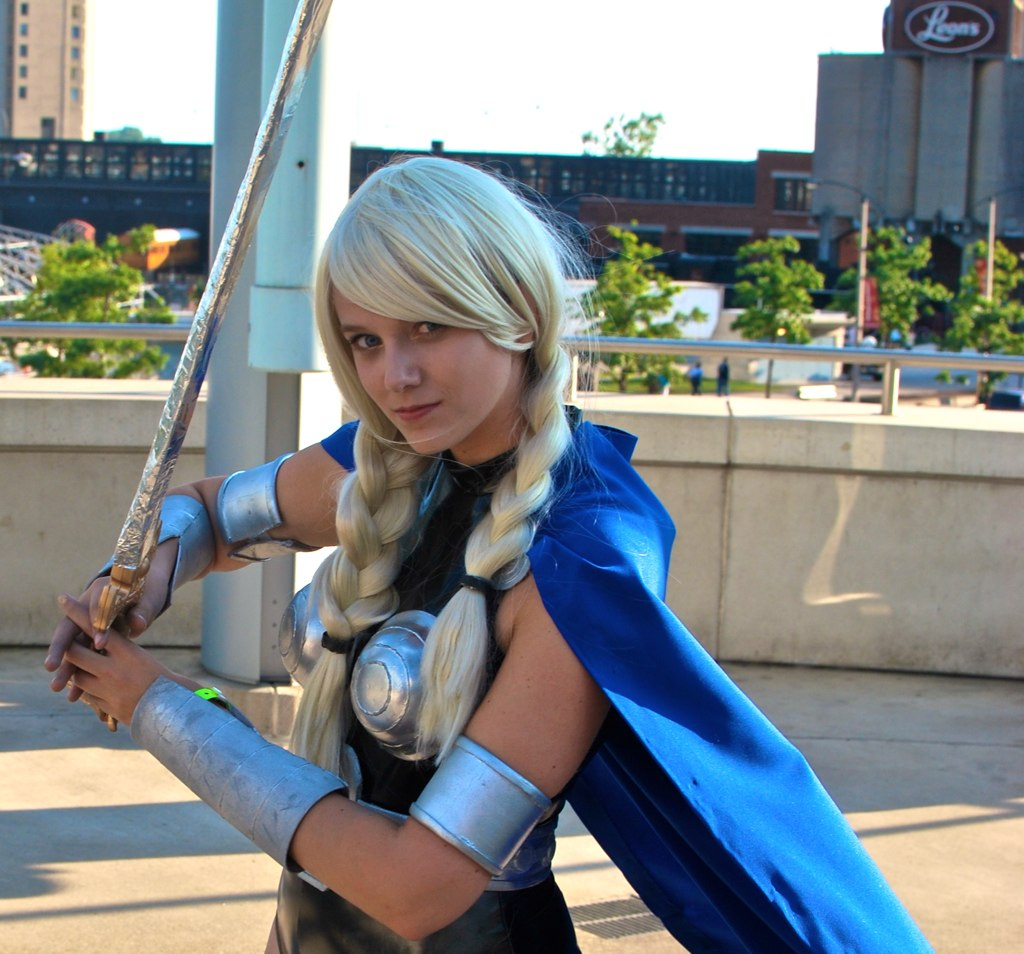

발키리(Valkyrie)는 마블 코믹스의 슈퍼히어로 캐릭터이다. 북유럽 신화의 발키리와 브륀힐드를 기반으로 한 캐릭터로 마블 코믹스에서는 발키리가 히어로 이름, 브륀힐드가 본명으로 되어 있다. 인간이 되었을 때는 바버라 덴턴노리스(Barbara Denton-Norriss), 서맨사 패링턴(Samantha Parrington), 션 보언(Sian Bowen), 애너벨 리그스(Annabelle Riggs) 등의 이름을 사용했다. 1970년 12월 《어벤저스》 83호에 처음 등장했고, 로이 토머스와 존 부셰마가 공동 창작하였다.

## 담당 배우

### 영화
- 토르: 라그나로크 (2017) - 테사 톰슨
- 어벤져스: 엔드게임 (2019) - 테사 톰슨
- 토르: 러브 앤 썬더 (2022) - 테사 톰슨

## 담당 성우

### TV 애니메이션
- 슈퍼 히어로 스쿼드 쇼(2009) - 미셸 트랙턴버그
- 어벤저스: 지구 최강의 영웅들(2010) - 콜린 오쇼너시

### 장편 애니메이션
- 헐크 대 토르(2009) - 니콜 올리버
- 토르: 아스가르드의 전설(2011) - 캐시 웨슬럭

### 비디오 게임
- 마블: 얼티밋 얼라이언스(2006) - 니카 퍼터먼
- 마블 슈퍼 히어로 스쿼드 온라인(2012) - 그레이 딜라일
- 마블 히어로즈(2013) - 미셸 아서
- 레고 마블 어벤저스(2016) - 메리 엘리자베스 맥글린